# カナリン
カナリン(Canaline)は、タンパク質を構成しないアミノ酸の1つで、IUPAC名は、2-アミノ-4-(アミノオキシ)酪酸(2-amino-4-(aminooxy)butyric acid)である。カナバニンを含む豆果に含まれ、カナバニンからアルギナーゼの作用により作られる。最も一般的な抽出源は、タチナタマメである。
L-カナリンは、側鎖にO-アルキルヒドロキシルアミン基を含む唯一の天然アミノ酸である。構造的にオルニチン（5-オキサ誘導体）と関連しており、強力な殺虫剤である。2.5 mMのカナリンを含む餌を食べたタバコスズメガの幼虫は、大規模な発生異常を起こし、ほとんどの幼虫は蛹の段階で死んだ。蛾に対する神経毒の効果も持つ。
その毒性は主に、容易にケト酸やアルデヒド、特に多くのビタミンB6依存性酵素の補因子であるピリドキサールリン酸と、オキシムを形成することによるものである。10 nMという低濃度でオルニチンアミノトランスフェラーゼを阻害する。
L-カナリンはオルニチンアミノトランスフェラーゼの基質となり、L-ウレイドホモセリン（L-シトルリンのアナログ）が形成される。後者は、アルギニノコハク酸シンターゼの作用により、L-カナバニノコハク酸となる。L-カナバニノコハク酸はアルギニノコハク酸シンターゼにより切断されて、L-カナバニンとなる。この一連の反応により、カナリン-尿素回路（オルニチン-尿素回路のアナログ）が形成される。カナバニン分子がカナリン-尿素回路を通過するたびに末端の2つの窒素原子が尿素として放出される。尿素は、ウレアーゼにより、窒素代謝の仲介を支えるアンモニアを形成するため、この一連の反応の重要な副産物となる。L-カナリンは還元的に切断されて、必須アミノ酸の合成に必要なL-ホモセリンとなる。この過程で、カナバニンの3番目の窒素原子は、植物の窒素代謝反応の中に入る。ホモセリンとして、その炭素骨格も重要な用途を持つ。